# Всемирная федерациия общества анестезиологов
Всемирная федерация общества анестезиологов (англ. World Federation of Societies of Anaesthesiologists, WFSA) — международная федерация независимых национальных профессиональных ассоциаций анестезиологов, объединяет 135 ассоциаций из 145 стран мира. Секретариат WFSA находится в Лондоне.
Сегодня WFSA играет ключевую роль в объединении анестезиологов по всему миру, выступая в качестве платформы для обмена знаниями и опытом. Организация активно развивает образовательные программы, внедряет международные стандарты безопасной анестезиологической практики и координирует проведение всемирных конгрессов. Имеет статус негосударственного субъекта в официальном взаимодействии с Всемирной организацией здравоохранения и консультативный статус в Экономическом и Социальном Совете ООН.

## История создания
Организация была основана в 1955 году с целью объединения национальных профессиональных ассоциаций анестезиологов со всего мира для улучшения качества медицинской помощи и обеспечения безопасной анестезии. Идея создания федерации возникла в середине XX века, когда развитие анестезиологии стало играть всё более значимую роль в медицине.
На первом конгрессе Всемирного общества анестезиологов, прошедшем в Гааге в 1955 году, представители из различных стран приняли решение создать международную федерацию, которая бы координировала научную, образовательную и клиническую деятельность специалистов. Первоначально организация объединяла около 20 национальных обществ анестезиологов, но со временем её членство значительно расширилось.
С момента своего основания WFSA активно сотрудничает с международными организациями, такими как Всемирная организация здравоохранения (ВОЗ) и ООН, чтобы решать глобальные проблемы нехватки специалистов и улучшения доступа к безопасной анестезии в странах с низким уровнем доходов.

## Научная и образовательная деятельность
В 2018 году WFSA совместно с ВОЗ впервые опубликовала Международные стандарты безопасной анестезиологической практики (WHO-WFSA International Standards for a Safe Practice of Anesthesia). Эти стандарты, выпущенные одновременно в журналах «Canadian Journal of Anesthesia» и «Anesthesia & Analgesia», предназначены для всех специалистов по анестезиологии во всём мире. Они служат руководством для анестезиологов, их профессиональных организаций, руководителей медицинских учреждений и органов власти по поддержанию и повышению качества и безопасности анестезии.
WFSA регулярно публикует «Учебник анестезиологии недели» (Anaesthesia Tutorial of the Week), представляющий собой рецензируемый онлайн-ресурс для обучения анестезиологии, особенно в регионах с ограниченным доступом к образовательным материалам и журналам. Официальным академическим изданием WFSA является журнал Update in Anaesthesia.
Федерация предлагает программы стажировок для молодых анестезиологов из стран с низким доходом. На сегодняшний день существует 52 программы стажировок в Латинской Америке, Азии, Европе, Африке, арабских странах и Северной Америке. Кроме того, WFSA предоставляет стипендии для молодых анестезиологов из менее обеспеченных стран, чтобы они могли посещать Всемирные и региональные конгрессы WFSA.
WFSA организует курсы и программы обучения, направленные на укрепление глобального потенциала в области безопасной анестезии и управления болью. Среди них курсы Safer Anaesthesia From Education (SAFE), разработанные совместно с Ассоциацией анестезиологов Великобритании и Ирландии (AAGBI), а также программы по управлению болевыми синдромами (Essential Pain Management).
WFSA координирует Палестинскую миссию по обучению анестезиологии (PATM), которая позволяет волонтёрам проводить специализированное обучение анестезиологов и врачей в больницах Палестины. Федерация сотрудничает с Королевским колледжем анестезиологов Великобритании (Royal College of Anaesthetists), предлагая квалифицированным анестезиологам и реаниматологам из Кении, Зимбабве, Ганы, Малави и Непала возможность повысить свои навыки и знания в Великобритании в рамках программы Medical Training Initiative (MTI).

## Всемирный конгресс анестезиологов (WCA)
Каждые два года WFSA совместно с одним из членов-обществ проводит Всемирный конгресс анестезиологов (World Congress of Anaesthesiologists — WCA). В 2021 году прошёл отложенный из-за пандемии COVID-19 конгресс в Праге, запланированный ранее на 2020 год. В 2024 году конгресс состоялся в Сингапуре, а следующий, WCA 2026, пройдёт в Марокко.